# Tipula nicoya
Tipula nicoya är en tvåvingeart som beskrevs av Alexander 1944. Tipula nicoya ingår i släktet Tipula och familjen storharkrankar.
Artens utbredningsområde är Costa Rica. Inga underarter finns listade i Catalogue of Life.